# ペーザロ・ロッシーニ音楽祭
ペーザロ・ロッシーニ音楽祭（Rossini Opera Festival Pesaro）はイタリアのペーザロで毎年8月に開かれるオペラ音楽祭。ペーザロは作曲家ジョアキーノ・ロッシーニの生誕地。

## ペーザロとロッシーニ
ペーザロではロッシーニの記念年に彼の作品が上演されることが珍しくなかった。1868年にロッシーニがパリで没すると、『スターバト・マーテル』『セミラーミデ』『オテロ』が上演された。生誕100周年の1892年には『成り行き泥棒』が上演され、20世紀になっても機会ごとに上演された。

## 概要
ロッシーニのオペラは39にのぼるのに関わらず、今日上演されるのはほんの一握りに過ぎない。そこでロッシーニの忘れ去られた作品全てを世界に紹介することを目的に、作品のクリティカル・エディション（批評版）を出版しているリコルディの協力のもと、1980年に音楽祭が発足した。このように音楽祭はロッシーニのあまり知られていないオペラを復活させ、「ロッシーニ・ルネサンス」をもたらした。そのような作品のなかには再演の機会に恵まれ、オペラのレパートリーとして定着したものもある。
公演は1818年に建設されたロッシーニ劇場（850席）と、1988年に建設されたスポーツアリーナ「パラ・スポーツ」（1500席）である。2000年からはスペリメンタレ劇場（実験劇場）でルイージ・モスカ、ピエトロ・ゼネラリ、カルロ・コッチャなどロッシーニの同時代の作曲家たちの作品が取り上げられている。

## 上演曲目
- 1980年：泥棒かささぎ、幸せな間違い
- 1981年：アルジェのイタリア女、泥棒かささぎ、湖上の美人
- 1982年：タンクレーディ、アルジェのイタリア女
- 1983年：湖上の美人、イタリアのトルコ人、エジプトのモーゼ
- 1984年：ランスへの旅、オリー伯爵
- 1985年：マホメット2世、ブルスキーノ氏、エジプトのモーゼ
- 1986年：イタリアのトルコ人、ビアンカとファッリエーロ、オリー伯爵
- 1987年：成り行き泥棒、エルミオーネ
- 1988年：オテロ、ブルスキーノ氏、絹のはしご
- 1989年：泥棒かささぎ、成り行き泥棒、ビアンカとファッリエーロ
- 1990年：絹のはしご、リッチャルドとゾライーデ
- 1991年：タンクレーディ、オテロ、結婚手形
- 1992年：セビリアの理髪師、セミラーミデ、絹のはしご、ランスへの旅
- 1993年：アルミーダ、マホメット2世
- 1994年：アルジェのイタリア女、セミラーミデ、幸せな間違い
- 1995年：ウィリアム・テル、結婚手形、ゼルミーラ
- 1996年：リッチャルドとゾライーデ、成り行き泥棒、マティルデ・ディ・シャブラン
- 1997年：モイーズとファラオン、ブルスキーノ氏、セビリアの理髪師
- 1998年：オテロ、チェネレントラ
- 1999年：アディーナ、タンクレーディ、ランスへの旅
- 2000年：コリントの包囲、絹のはしご、チェネレントラ
- 2001年：新聞、湖上の美人
- 2002年：試金石、ひどい誤解、イタリアのトルコ人
- 2003年：セミラーミデ、アディーナ、オリー伯爵
- 2004年：タンクレーディ、イングランドの女王エリザベッタ、マティルデ・ディ・シャブラン
- 2005年：ビアンカとファッリエーロ、新聞、セビリアの理髪師
- 2006年：トルヴァルドとドルリスカ、結婚手形、アルジェのイタリア女
- 2007年：オテロ、イタリアのトルコ人、泥棒かささぎ
- 2008年：エルミオーネ、ひどい誤解、マホメット2世
- 2009年：ゼルミーラ、絹のはしご、オリー伯爵
- 2010年：シジスモンド、デメトリオとポリービオ、チェネレントラ
- 2011年：ブルゴーニュのアデライーデ、エジプトのモーゼ、絹のはしご
- 2012年：バビロニアのチロ、マティルデ・ディ・シャブラン、ブルスキーノ氏
- 2013年：アルジェのイタリア女、ウィリアム・テル、成り行き泥棒
- 2014年：アルミーダ、セビリアの理髪師、パルミーラのアウレリアーノ
- 2015年：泥棒かささぎ、新聞、幸せな間違い
- 2016年：湖上の美人、イタリアのトルコ人、バビロニアのチロ
- 2017年：コリントの包囲、試金石、トルヴァルドとドルリスカ
- 2018年：リッチャルドとゾライーデ、アディーナ、セビリアの理髪師
- 2019年：セミラーミデ、ひどい誤解、デメトリオとポリービオ
- 2020年：結婚手形、ランスへの旅
- 2021年：モイーズとファラオン、ブルスキーノ氏、イングランドの女王エリザベッタ
- 2022年：オリー伯爵、新聞、オテロ